# Rajissa Bohatyrjowa

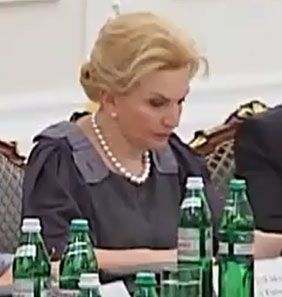
Rajissa Bohatyrjowa 2013

Rajissa Wasyliwna Bohatyrjowa (ukrainisch Раїса Василівна Богатирьова, russisch Раиса Васильевна Богатырёва; * 6. Januar 1953 in Bakal, Oblast Tscheljabinsk, Sowjetunion) ist eine ukrainische Politikerin und ehemalige Vize-Ministerpräsidentin und Gesundheitsministerin der Ukraine.

## Leben
Rajissa Bohatyrjowa schloss 1977 ihr erstes Hochschulstudium am Medizinischen Institut der Universität Charkow ab. 1996 erlangte sie an der Universität Kiew einen zweiten, juristischen Hochschulabschluss. Bis zur politischen Wende 1990 arbeitete sie in ihrem Beruf als Ärztin und begann dann ihre politische Karriere als Abgeordnete des ukrainischen Parlaments, der Werchowna Rada.
Von 1994 bis 2000 war sie im ukrainischen Gesundheitsministerium tätig, zuletzt als erste Stellvertreterin des Ministers. Anschließend war sie vorübergehend als wissenschaftliche Beraterin des damaligen Staatspräsidenten Leonid Kutschma  tätig und wurde im Jahr 2000 erneut in die Werchowna Rada gewählt. Von 2002 bis 2007 war sie Vorsitzende der Fraktion der Partei der Regionen (PR) in der Rada. Nach der Parlamentswahl 2007 gab sie dieses Amt an den ehemaligen Ministerpräsidenten Wiktor Janukowytsch ab und wurde stellvertretende Fraktionsvorsitzende. Seit Sommer 2006 war Frau Bohatyrjowa Vorstandsmitglied der PR und Mitglied der ukrainischen Delegation in der Parlamentarischen Versammlung des Europarates in Straßburg.
Am 24. Dezember 2007 wurde sie von Staatspräsident Wiktor Juschtschenko zur Vorsitzenden des Nationalen Sicherheits- und Verteidigungsrates (RNBO) ernannt. Ihr Vorgänger in diesem Amt war Iwan Pljuschtsch. Die Führung der Partei der Regionen hatte Bohatyrjowa ausdrücklich dazu aufgefordert das Amt nicht anzutreten, da eine aktive Mitgliedschaft in der PR mit einer Tätigkeit in Diensten Präsident Juschtschenkos unvereinbar sei. Nachdem sich Bohatyrjowa dennoch für dieses Amt entschieden hatte, wurde Olexandr Jefremow zu ihrem Nachfolger als stellvertretender Fraktionsvorsitzender der PR in der Rada gewählt.
Im August 2008 wurde Bohatyrjowa durch eine Entscheidung der Parteiführung aus der Partei der Regionen ausgeschlossen. Letzter Anlass war ihre kritische öffentliche Meinungsäußerung zur Position von Parteichef Wiktor Janukowytsch im Kaukasus-Konflikt. Obwohl sich die Partei der Regionen zunächst für eine neutrale Positionierung der Ukraine ausgesprochen hatte, äußerte Janukowytsch seine Unterstützung der Position Russlands bezüglich der Anerkennung Abchasiens und Südossetiens.
Nach dem Amtsantritt von Janukowytsch nach der Präsidentschaftswahl 2010 verblieb sie zunächst in ihrem Amt als Chefin des Nationalen Sicherheits- und Verteidigungsrates. Im Februar 2012 wurde sie von dieser Funktion entbunden und zur Vize-Ministerpräsidentin und zugleich zur Gesundheitsministerin der Ukraine ernannt.
Am 6. März 2014 hat der Rat der Europäischen Union in Brüssel mit der Verordnung 208/2014 restriktive Maßnahmen gegen Rajissa Bohatyrjowa verhängt. Begründet wird dies mit der strafrechtlichen Verfolgung von Bohatyrjowa zur Untersuchung von Straftaten im Zusammenhang mit der Veruntreuung öffentlicher Gelder der Ukraine und des illegalen Transfers dieser Gelder in das Ausland.
Ende August 2019 wurde Bohatyrjowa in Kiew verhaftet und kam nach wenigen Tagen gegen Kaution frei.
Rajissa Bohatyrjowa ist verheiratet mit Ihor Bohatyrjow. Sie hat zwei Söhne.